# Gehyra vorax
Gehyra vorax là một loài thằn lằn trong họ Gekkonidae. Loài này được Girard mô tả khoa học đầu tiên năm 1858.